# Sabadabadu
Sabadabadu foi um programa de humor da autoria de César de Oliveira e de Melo Pereira. Foi para o ar na RTP1 em 1981, tendo como protagonistas Camilo de Oliveira, Ivone Silva, Victor de Sousa e Manuela Queiroz. 
Entre os sketches mais conhecidos escritos por César de Oliveira, ficou a canção "Ai Agostinho, Ai Agostinha". Camilo e Ivone interpretavam os papéis de bêbedos, cantando uma cantiga com uma letra atenta à situação do país de então. Ivone Silva interpretava também os papéis de aconselhadora sentimental (Madame Sarita) e de moda, sendo a sua frase mais conhecida "com um vestido preto, eu nunca me comprometo".
Cada programa tinha a duração de 60 minutos com convidados musicais e era realizado por Nuno Teixeira, tendo durado uma época.
Na passagem de amo de 1981 para 1982 foi exibido um Sabadabadu especial de fim de ano, que teve como convidada principal a atriz brasileira Tônia Carrero. No dia 9 de Janeiro de 1982 foi exibido um compacto com os quadros mais conseguidos deste especial.
O programa sofreu entretanto um interregno, por motivo de doença de César de Oliveira, regressando apenas em fevereiro. A realização passou para Luís Andrade, em substituição de Nuno Teixeira, que fora destacado para a primeira telenovela portuguesa, "Vila Faia".
Os Agostinhos estiveram presentes no Festival RTP da Canção 1982, transmitido a 6 de Março de 1982 – uma semana após o último Sabadabadu – onde anunciaram as diversas canções concorrentes. O clássico refrão “isto é que vai uma crise” foi adaptado para “isto é que vai uma festa”!
Foi feita uma montagem especial, intitulada Sabadabadu About Women, reunindo dois momentos marcantes de Sabadabadu: Mãe Coragem, Mulher Fatal (com Rita Ribeiro); e Fadista (com Magda Cardoso no papel de Severa e Joel Branco). Nunca foi exibido na RTP mas recebeu uma menção honrosa no Festival Rose d’Or, em Montreux, pela mão de César de Oliveira e Isabel Wolmar. Uma das peças da montagem – Mulher Fatal – mereceu um comentário por parte de Luís Andrade, no programa Estórias da TV emitido em 29 de Outubro de 2012, na RTP Memória. O realizador comentou que esta passagem foi escrita de última hora por César de Oliveira e gravada pela noite dentro, com uma grande dose de improviso.
Falou-se da possibilidade de realização de uma segunda série, mas tal não foi possível por indisponibilidade de Ivone Silva. Em contrapartida, foi gravado, em 1983, o programa "Allegro", também da autoria de César de Oliveira, tendo como figuras centrais Camilo de Oliveira e Luísa Barbosa.
Entre 29 de Julho e 26 de Agosto de 1989 foram repostos 5 dos programas. Dos programas produzidos, no total de 12, nem todos têm sido transmitidos na RTP Memória. Aparentemente, perderam-se os programas 4, 5 e 6.
Em 2016, a série voltou a ser emitida na RTP Memória nas noites de sábado, porém a série já tinha sido emitida nesse canal, mas num horário diferente.

## Canção "Ai Agostinho, Ai Agostinha"
Ai Agostinho, Ai Agostinha
Que rico vinho, Vai uma pinguinha?
Este país perdeu o tino, A armar ao fino, a armar ao fino
Este país é um colosso, Está tudo grosso, está tudo grosso
Isto é que vai uma crise, isto é que vai uma crise!
Esta canção ficou marcada por muitos portugueses que viram a série, a canção foi cantada pelos inesquecíveis Camilo de Oliveira e Ivone Silva. 

## Desenhos animados
- Gaivan
- Professor Balthazar
- Dartacão e os Três Mosqueteiros
- Heidi
- Bugs Bunny and Friends
- Rua Sésamo
- As Aventuras de Rocky e Bullwinkle
- Ninja Hattori
- Marco (anime)
- Abelha Maia (anime)

## Curiosidades
- César de Oliveira, criador de Sabadabadu, estivera já ligado a algumas figuras de sucesso na televisão, como o Sr. Contente e o Sr. Feliz (Nicolau no País das Maravilhas) e a Tia Eva (Eu Show Nico).
- Sabadabadu juntou dois dos nomes mais sonantes do humor português: Ivone Silva e Camilo de Oliveira, que se encontrava afastado da televisão há 20 anos.
- César de Oliveira não escondia que Ivone Silva era a sua atriz de eleição e que tinham um entrosamento perfeito. Em televisão, tinham já trabalhado juntos nos programas "A Feira" e "Ivone, a Faz Tudo".
- No primeiro programa, Camilo de Oliveira personificou Eça de Queirós, aparecendo a aplaudir a peça "A Tragédia da Rua das Flores", cujo elenco era encabeçado por Simone de Oliveira, no papel de Genoveva. Ivone Silva (como Clotilde) e o realizador, Nuno Teixeira, foram vistos entre a plateia. A artista convidada foi Tonicha.
- Na semana seguinte, foi de destacar a presença da pequena Ana Lúcia (Lúcia Moniz), numa das suas primeiras aparições em televisão.
- No terceiro programa, Francisco Nicholson interpretou um sketch vestido de negro e de baiana, em que foram citadas praticamente todas as telenovelas brasileiras que tínhamos visto até à altura.
- A frase que era proferida no final do Comentário da semana, após Vítor de Sousa levar um estalo (“Foi você que pediu um estalo na cara?”), era uma sátira ao anúncio do vinho Porto Ferreira (“Foi você que pediu um Porto Ferreira?”). No último programa, o apresentador vingou-se, sendo ele a dar o estalo na cara.
- O último programa iniciou-se com um agradecimento de Camilo de Oliveira e César de Oliveira a toda a equipa que tornou possível o sucesso de Sabadabadu. Ivone Silva e Camilo de Oliveira também apareceram “ao natural”, despedindo-se pessoalmente do público.
- A última cena reuniu as principais figuras de Sabadabadu: o padre Pimentinha celebra o matrimónio de Clotilde e Máximo; os padrinhos são Zé Lusitano, Henriqueta dos Bigodis e os Agostinhos.
- A dupla Agostinho e Agostinha foi, talvez, o quadro de maior sucesso do programa, sendo dos mais recordados até hoje. Lamentavelmente, decorridos mais de 30 anos, as letras das suas canções continuam atualíssimas: “isto é que vai uma crise”… Apesar da crise, os Agostinhos conseguiram lançar-se no mercado discográfico.